# Piotr Skrobowski
Piotr Skrobowski (Cracovia, Polonia, 16 de octubre de 1961) es un exfutbolista polaco que jugaba como defensa.

## Selección nacional
Fue internacional con la selección polaca en 15 ocasiones. Formó parte de la selección que obtuvo el tercer lugar en la Copa del Mundo de 1982, pese a no haber jugado ningún partido durante el torneo.

### Participaciones en Copas del Mundo
| Mundial                                | Sede   | Resultado    | Partidos | Goles |
| -------------------------------------- | ------ | ------------ | -------- | ----- |
| Copa Mundial de Fútbol Juvenil de 1979 | Japón  | Cuarto lugar | ?        | 0     |
| Copa Mundial de Fútbol de 1982         | España | Tercer lugar | 0        | 0     |

### Participaciones en Eurocopas
| Copa                    | Sede                 | Resultado  |
| ----------------------- | -------------------- | ---------- |
| Eurocopa Sub-18 de 1980 | Alemania Democrática | Subcampeón |

## Clubes
| Club           | País    | Año       |
| -------------- | ------- | --------- |
| Wisła Cracovia | Polonia | 1977-1985 |
| Lech Poznań    | Polonia | 1985-1988 |
| Olimpia Poznań | Polonia | 1988-1990 |
| Hammarby IF    | Suecia  | 1990-1992 |

## Palmarés

### Campeonatos nacionales
| Título           | Club           | País    | Año  |
| ---------------- | -------------- | ------- | ---- |
| Ekstraklasa      | Wisła Cracovia | Polonia | 1978 |
| Copa de Polonia  | Lech Poznań    | Polonia | 1988 |
| Division 1 Östra | Hammarby IF    | Suecia  | 1991 |

### Distinciones individuales
| Distinción                            | Año  |
| ------------------------------------- | ---- |
| Jugador revelación del año en Polonia | 1980 |